# 早駒運輸
早駒運輸株式会社（はやこまうんゆ）は、兵庫県神戸市中央区の海運会社。神戸港・瀬戸内海で各種港湾サービスを手掛けており、遊覧船事業は神戸シーバスと銘打ってサービスを手掛けている。

## 概要
神戸港を中心に、曳船業、繋離船業、旅客船業、警戒船業、海上防災業など各種港湾サービスを提供。
1885年に渡辺四郎吉により早駒組として長田区駒林で創業、土佐商船専属の船内・沿岸荷役および陸送業を担う組織として発足した。
1907年には繋離船業に進出、1946年には早駒運輸商会となり、通船業に進出した。1947年に沿岸荷役と繋離船業・通船業を分離した後、1950年に早駒運輸株式会社を設立した。1956年には引船業へ進出、飾磨、水島、妻鹿、加古川へ順次、出張所を開設、東京事務所も開設された。1973年には警戒船業へ進出、中突堤中央ビルの竣工に合わせて本社を移転した。1993年に六甲アイランドとハーバーランドを結ぶ海上バスを運航した後、1996年には遊覧船業に進出、神戸シーバスの運航を開始した。

## 旅客船事業

### 神戸シーバス
中突堤中央ターミナル「かもめりあ」を発着する60分または90分間の神戸港遊覧航路を運航している。2021年現在は遊覧船「boh boh KOBE」が就航し、11時から18時30分まで5便が運航される(季節・曜日によって変動あり)。乗船料は大人1,800円（小人900円）で最終便の90分コースは300円増しとなり、モザイク大観覧車・神戸ポートタワー・神戸海洋博物館とのセット券も販売されている。
通常運航の他に、ゴールデンウィークやお盆などの連休にあわせて夜間の特別運航をおこなっている。船の貸切サービス（パーティークルーズ）も行っており、また、船上にて各種イベントを定期的に開催している。

## 船舶

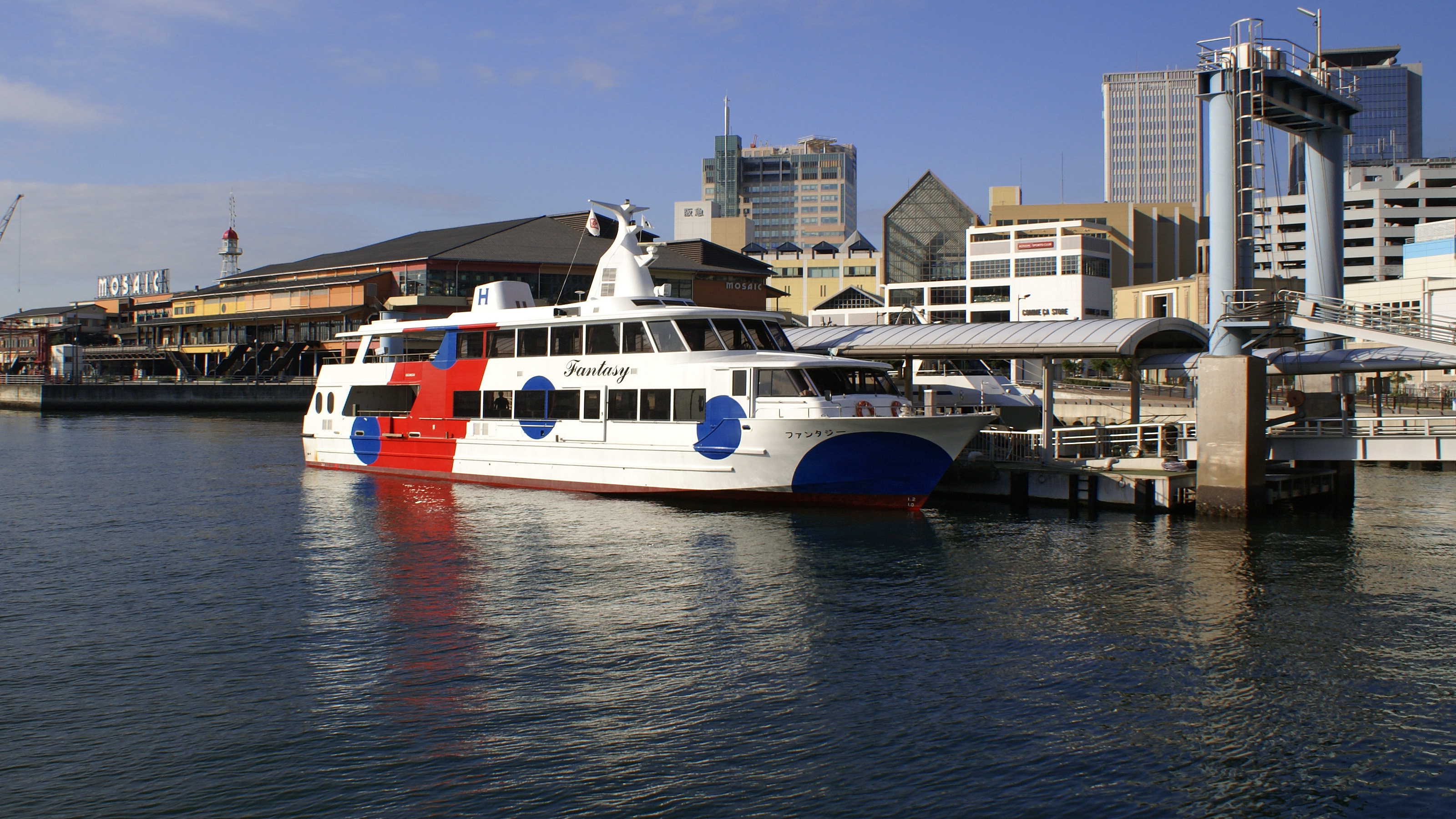
ファンタジー号(神戸港 中突堤にて)

### 就航中の船舶
- boh boh KOBE

2004年竣工、瀬戸内クラフト建造
427総トン、全長38m、幅7m、深さ10.6m、機関出力2,001PS、航海速力14ノット、旅客定員600名

### 過去の船舶
- シーグレース

1990年竣工、日本飛行機建造、2003年7月19日就航、2007年引退、協立海上運輸が釧路港遊覧船として使用していたものを購入、引退後は海外売船
190総トン、全長31.00m、型幅9.28m、型深さ3.22m、ディーゼル2基、3,000PS、航海速力22.0ノット、旅客定員200名（平水）96名（沿海）
- ロマン3

1993年竣工、金川造船建造、引退後はキャプテンライン「キャプテン・アンクル」として大阪港で就航
60総トン、全長25.00m、型幅5.00m、型深さ2.20m、ディーゼル2基、機関出力494PS、航海速力10.5ノット、旅客定員136名
- ファンタジー

1990年7月竣工、ニュージャパンマリン建造
152総トン、全長32m、幅7m、深さ2.9m、機関出力1,100PS、航海速力14.3ノット、旅客定員300名

## 社会関係
2014年にそごう神戸店にて開催された、ファッションドール・バービーのデビュー55周年を記念した「モード オブ バービー展」にて神戸シーバスの制服を着用したバービーが展示される。それをもとに、セーラーカラーをモチーフにしたTシャツ「boh boh Tシャツ」を作成。2016年より販売開始。
2017年の神戸港開港150年には日本最古の近代河川トンネル湊川隧道で熟成された純米酒「SAKE from KOBE-KO」を神戸酒心館と神戸凮月堂とのコラボレーションによって開発・販売。さらに、そこからできた酒粕を使ったどら焼き「KOBE-KO 銅鑼やき」を開発・販売した。
2015年より指揮者の佐渡裕が芸術監督を務めるスーパーキッズ・オーケストラとの交流を開始。2016年にグループ会社のHKMエンタープライズ株式会社を設立し、2017年よりスーパーキッズ・オーケストラのOB・OGで構成されたオーケストラのスーパーストリングスコーベをプロデュースしている。スーパーストリングスコーベは2017年12月27日に神戸新聞松方ホールにて第1回定期公演を行った。
2018年には流通科学大学女子ラグビー部を母体とした女子ラグビーチーム「神戸ファストジャイロ」の経営に参画、2019年には一般社団法人化としている。